# Naturherd
Als Naturherd bezeichnet man in der Infektionsbiologie ein geografisch begrenztes Gebiet, in denen bestimmte Krankheiten natürlich vorkommen und in denen sich ein ökologisches Gleichgewicht zwischen Krankheitserreger, empfänglichen Wirten und Überträgern entwickelt hat. Naturherde entwickeln sich vor allem für von Zecken oder Insekten übertragene Krankheiten wie Frühsommer-Meningoenzephalitis, Babesiosen und Piroplasmosen. Ein Naturherd entwickelt sich, wenn ein  bestimmter Landschaftstyp als geeigneter Lebensraum für Überträger und infektionsanfällige Menschen oder Tiere notwendig ist. Der Begriff wurde 1939 durch Pavloski geprägt. Ein Naturherd ist wie auch die Endemie oder Enzootie durch eine erhöhte Prävalenz und Inzidenz gekennzeichnet.
Naturherdinfektionen zeichnen sich häufig dadurch aus, dass es aufgrund der hohen Durchseuchung zu einer primären Latenz gegenüber dem Krankheitserreger kommt, Infektionen also zumeist ohne klinische Symptome („stumm“) oder nur mit geringen Krankheitszeichen verlaufen. Dadurch wird eine stete Weitergabe der Erreger auf empfängliche Tiere und Überträger gewährleistet und der Infektionszyklus aufrechterhalten. Gelangen jedoch andere empfängliche Wirte in diese Region, so sind sie der Erkrankung schutzlos ausgeliefert, da das Immunsystem auf den Erreger nicht schnell genug reagieren kann. Sie entwickeln dann – im Gegensatz zur einheimischen Population – schwere Krankheitsbilder. Diese Erkrankungen werden auch als „Reisekrankheiten“ bezeichnet.